# 4-NEMD
4-NEMD je potentan sedativni lek koji deluje kao selektivni alfa-2 adrenergički agonist. On je blisko srodan sa deksmedetomidinom, ali je nekoliko puta potentniji. Poput drugih alfa-2 agonista, on proizvodi sedativne i mišićno relaksantne efekte, ali ne uzrokuje respiratornu depresiju. On trenutno nema medicinsku primenu, ali je istraživan kao baza za potencijalno novu generaciju alfa-2 agonistnih lekova, koji mogu da budu selektivni za različite podtipove alfa-2 receptora. On ima dva izomera, od kojih je (S) izomer potentniji, što je slučaj i sa medetomidinom.